# Amblyseius nicola
Amblyseius nicola är en spindeldjursart som beskrevs av Chant och Hansell 1971. Amblyseius nicola ingår i släktet Amblyseius och familjen Phytoseiidae. Inga underarter finns listade i Catalogue of Life.